# Rzeźba dnia
Rzeźba dnia – album studyjny polskiej piosenkarki Renaty Przemyk. Wydawnictwo ukazało się 30 września 2014 roku nakładem wytwórni Universal Music Polska.
Album zadebiutował na 22. miejscu polskiej listy sprzedaży OLiS.

## Lista utworów
Opracowano na podstawie materiału źródłowego
| Nr  | Tytuł utworu   | Długość |
| --- | -------------- | ------- |
| 1.  | „Czas M”       | 3:47    |
| 2.  | „Kot”          | 3:35    |
| 3.  | „Kłamiesz”     | 3:12    |
| 4.  | „Rzeźba dnia”  | 3:29    |
| 5.  | „Nic to jest”  | 3:52    |
| 6.  | „Raczej”       | 4:52    |
| 7.  | „Co tam niebo” | 3:58    |
| 8.  | „Dwojedno”     | 4:06    |
| 9.  | „Zamiana”      | 3:18    |
| 10. | „Wilk”         | 2:40    |
| 11. | „Życie bez”    | 4:23    |
|     |                | 41:12   |

## Pozycja na liście sprzedaży
| Kraj   | Lista sprzedaży (2014)    | Najwyższa pozycja |
| ------ | ------------------------- | ----------------- |
| Polska | Oficjalna Lista Sprzedaży | 22                |